# 이시 라디오 캐나다 텔레
이시 라디오 캐나다 텔레(프랑스어: Ici Radio-Canada télé)은 캐나다의 공영 방송 캐나다 방송협회(SRC)의 프랑스어 종합 텔레비전 방송 네트워크이다. 몬트리올에 본부를 두고 있다.
2013년 이전까지는 "텔레비지옹 드 라디오 캐나다"(Télévision de Radio-Canada)라고 불렀다.
1952년 9월 6일에 네트워크가 구축되었다. 2005년 3월 5일에는 몬트리올(CBFT-DT)를 중심으로 HD 방송을 실시하였으며, 이후 2007년 9월 10일에는 네트워크의 모든 프로그램을 16:9 비율로 방송하기 시작했다.

## 주요 프로그램
- 르 텔레주르날(fr:Le Téléjournal) : 저녁 종합 뉴스 프로그램. 오후 10:00에 방송한다. 자매 채널인 RDI와 프랑스어권 국제 방송인 TV5MONDE에서도 방송한다.
- fr:La Soirée du hockey : 하키 나이트 인 캐나다의 프랑스어판. 매주 토요일 밤에 방송된다.

## 명칭 변경 관련
2013년 6월 5일에 프랑스어 채널명을 방송고지에 쓰는 문장인 "Ici Radio-Canada"에서 비롯된 Ici로 전면 개명한다는 발표를 하였고 텔레비전 채널도 "Ici Télé"로 이름을 변경할 예정이었다. 그러나 많은 시청자 및 청취자들이 방송의 이름에서 캐나다 국명을 제외하려는 것으로 보여 많은 반발이 있었다. 결국 "Ici Télé" 대신 Radio-Canada를 포함한 "Ici Radio-Canada Télé"로 변경하였다.

## 같이 보기
- 캐나다 방송 협회
- CBC 텔레비전
- CBC 라디오